# Jan II. z Brienne
Jan II. z Brienne (francouzsky Jean II de Brienne, † 12. června 1294, Clermont-en-Beauvaisis) byl hrabě z Eu.

## Život
Narodil se jako syn Alfonse z Brienne a Marie, dcery a jediné dědičky Radulfa z Lusignanu. Byl pojmenován po svém dědovi, bývalém jeruzalémském králi Janovi. Po otcově smrti v Tunisu roku 1270 převzal hrabství Eu. Zemřel v létě 1294 a byl pohřben po boku svých předků v cisterciáckém klášteře Foucarmont, nekropoli hrabat z Eu.